# استعاذه (فیلم)
استعاذه فیلمی به کارگردانی و نویسندگی محسن مخملباف ساخته سال ۱۳۶۲ است.

## خلاصه داستان
پنج انسان خسته از فریب‌های شیطان، به جزیره‌ای می‌گریزند. شیطان در آنجا به استقبال آنها می‌آید و
دوباره آنها را وسوسه می‌کند و به جان هم می‌اندازد…

## صدا پیشگان
- ایرج ناظریان
- ناصر طهماسب
- پرویز بهرام
- ناصر ممدوح